# Eli and the Thirteenth Confession
Albums de Laura Nyro
More Than a New Discovery
(1967) New York Tendaberry
(1969)
Eli and the Thirteenth Confession est le deuxième album de l’autrice-compositrice-interprète américaine Laura Nyro, sorti en 1968.

## L'album
Il atteint la 181e place du Billboard 200. Il fait partie des 1001 albums qu'il faut avoir écoutés dans sa vie, et est classé numéro 463 des 500 plus grands albums de tous les temps du Rolling Stones magazine. 

### Titres
Tous les titres sont de Laura Nyro. 

#### Face A
1. Luckie (3:00)
2. Lu (2:44)
3. Sweet Blindness (en) (2:37)
4. Poverty Train (4:16)
5. Lonely Women (3:32)
6. Eli's Comin' (en) (3:58)

#### Face B
1. Timer (3:22)
2. Stoned Soul Picnic (en) (3:47)
3. Emmie (4:20)
4. Woman's Blues (3:46)
5. Once It Was Alright Now (Farmer Joe) (2:58)
6. December's Boudoir (5:05)
7. The Confession (2:50)

### Musiciens
- Laura Nyro : piano, chant
- Ralph Casale : guitare acoustique
- Chet Amsterdam : guitare acoustique, basse
- Hugh McCracken : guitare électrique
- Chuck Rainey :  basse
- Artie Schroeck : batterie, vibraphone
- Buddy Saltzman : batterie
- Dave Carey : percussions
- Bernie Glow, Pat Calello, Ernie Royal : trompette
- George Young, Zoot Sims : saxophone
- Wayne Andre, Jimmy Cleveland, Ray DeSio : trombone
- Joe Farrell : saxophone, flûte
- Paul Griffin : piano sur Eli's Comin' et Once It Was Alright Now (Farmer Joe)